# Agapanthia nigriventris
Agapanthia nigriventris is een keversoort uit de familie van de boktorren (Cerambycidae). De wetenschappelijke naam van de soort werd in 1889 gepubliceerd door Charles Owen Waterhouse.